# Atlético Muçulmano
Clube Atlético Muçulmano da Matola, besser bekannt als Atlético Muçulmano, ist ein mosambikanischer Fußballverein aus Matola, einem Stadtteil von Maputo. Der Verein spielte von 2008 bis 2011 in der höchsten Spielklasse des Landes, der Moçambola, und gewann 2008 die Taça de Moçambique. Die Spieler und Mitglieder des Vereins sind mehrheitlich Muslime.

## Geschichte
Atlético Muçulmano wurde 2004 im Stadtteil Matola in der mosambikanischen Hauptstadt Maputo gegründet. Ähnlich wie der momentane Zweitligist Liga Desportiva de Maputo, die ursprünglich als Muslim Sporting League of Maputo bekannt war, repräsentiert Atlético Muçulmano die muslimische Minderheit in Maputo und wird deshalb auch als „os Muslime“ bezeichnet.
Im Jahr 2007 gelang dem Verein nach Siegen gegen Incomáti Xinavane und FC CMC der Aufstieg in die höchste Spielklasse, die Moçambola, durch den Gewinn der zweitklassigen Segunda Divisão. Ihr erstes Ligaspiel in der Moçambola bestritt der Verein gegen Ferroviário Pemba und gewann beeindruckend mit 3:0. In der Saison 2008 erreichte Atlético Muçulmano den zweiten Platz, nur fünf Punkte hinter dem Meister Ferroviário Maputo und sieben Punkte hinter Ferroviário Beira auf Platz drei. In derselben Saison gewann der Verein die Taça de Moçambique durch einen 1:0-Sieg gegen CD Chingale aus Tete.
In der Saison 2009 wurde Muçulmano in der Liga Elfter und erreichte im Pokal das Halbfinale. Am 8. Februar 2009 nahm der Verein am mosambikanischen Superpokal teil, unterlag jedoch Ferroviário Maputo mit 3:1. International trat Atlético Muçulmano 2009 im CAF Confederation Cup an, scheiterte jedoch in der Vorrunde gegen Malanti Chiefs aus Eswatini. Zwar gewann der Verein das Hinspiel mit 1:0, verlor jedoch das Rückspiel deutlich mit 2:5.
Nach vier Spielzeiten stieg der Verein 2011 aus der Moçambola ab und belegte den 13. Platz von 14 Mannschaften. Seitdem kehrte Atlético Muçulmano nicht mehr in die Erstklassigkeit zurück. Der aktuelle Stand des Vereins ist unbekannt, aber 2019 spielte der Verein noch in der dritten Liga.

## Stadion
Die Heimspielstätte des Vereins war das Estádio da Matola in Maputo, das eine Kapazität von 3000 Zuschauern hat.

## Erfolge
- Mosambikanischer Zweitligameister: 2007
- Mosambikanischer Vizemeister: 2008
- Mosambikanischer Pokalsieger: 2008